# Бугати (писта)
Бугати Сиркуит е схема, която е разположена в пистата де ла Сарте. Пистата използва част от по-голямата писта и отделно построена за целта секция.

## Име
Трасето е наречено на Еторе Бугати.

## История
Пистата е база на екипа на Пескароло Спорт основана от известния френски пилот Анри Пескароло.
Тя е домакин на 24-те часа на Льо Ман, мотоциклетни състезания и кръг от шампионата на Мото ГП.
През 1967 година тук се провежда състезанието за Голямата награда на Франция, но тя е изключително непопулярна сред пилотите и феновете и е преценено, като бавно и скучно състезание поради което Формула 1 не се завъръща повече тук.

## Победители във Формула 1
| Година | Пилот       | Конструктор  | Писта   | Статистика |
| ------ | ----------- | ------------ | ------- | ---------- |
| 1967   | Джак Брабам | Брабам-Репко | Льо Ман | Статистика |